# Åmål–Årjängs Järnväg

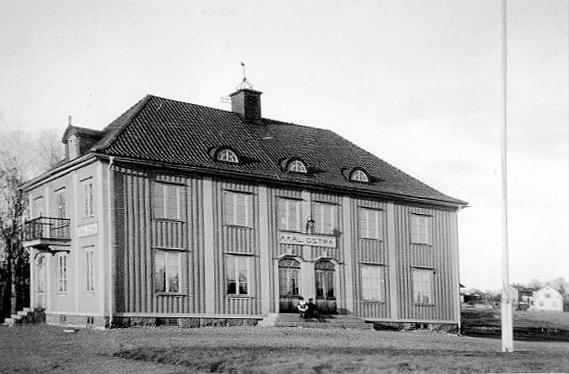
Åmål Östra. I likhet med de flesta stationsbyggnader ritad av arkitekten Carl Axel Hagelberg

Åmål–Årjängs Järnväg var en normalspårig järnväg mellan Åmål i Älvsborgs län och Årjäng i Värmlands län. Banan öppnade för allmän trafik den 2 december 1928 och det sista tåget gick den 19 december 1991. Delen mellan Åmål och Svanskog, Svanskogsbanan, arrenderas från Trafikverket sedan 1992 av Järnvägssällskapet Åmål–Årjängs Järnväg som bedriver utflyktstrafik med historiska fordon.

## Historia
Diskussioner om järnvägar i norra Dalsland och sydvästra Värmland började i slutet på 1800-talet efter att Dalslands Järnväg, Nordvästra stambanan, Bergslagernas Järnvägar och något senare Uddevalla–Lelångens Järnväg öppnades. Efter unionsupplösningen 1905 tog diskussionerna  ny fart och mellan 1906 och 1912 inlämnades sex koncessionsansökningar för området. Den 11 oktober 1913 rekommenderades två förslag Åmål–Årjängs Järnväg förkortad till Årjäng från Arvika med anslutning till Dal–Västra Värmlands Järnväg som fick koncessionen från Årjäng till Arvika. Koncessionsansökan för Åmål–Årjängs Järnväg som hade lämnats in den 18 december 1911 fortsatte till Arvika. Åmål–Årjängs Järnvägsaktiebolag bildades den 8 april 1916 och tog över koncession.
Kostnaden för byggandet av järnvägen beräknades till 4,25 miljoner kronor och den skulle utgå från Bergslagernas Järnvägars station i Åmål som också skulle trafikera järnvägen. Det blev ingen överenskommelse med Bergslagernas Järnvägar utan Åmål–Årjängs Järnväg fick bygga en egen station i Åmål. Långseruds landskommun ville ha järnväg till och koncessionen modifierades 1916 i en slinga via Kättilsbyn. Den nya beräknade kostnaden var 4,35 miljoner kronor och för finansieringen erhölls ett statslån på 3,3 miljoner kronor och aktier tecknades för drygt 1 miljon kronor. Enligt koncession skulle banan öppnas för trafik den 1 oktober 1919. Bygget startade i mycket långsam takt och bolaget erhöll ytterligare finansiering från den statliga bibanefonden och kommunerna. För att minska kostnaderna erhölls en koncession den 11 juli 1924 för en fyra kilometer lång bibana till Kättilsbyn och huvudbanan återgick till den ursprungliga sträckningen. Banan öppnar med provisorisk trafik i steg under 1927, Åmåls östra station–Hallanda, Hallanda–Sillerud och Hallanda–Kättilsbyn. Hela banan öppnades för allmän trafik den 2 december 1928 närmare tio år efter den ursprungliga planen.
Ett hamnspår genom en tunnel till djuphamnen som byggdes i Åmål vid Vänern öppnades den 22 december 1930. För detta fick företaget ett lån från bibanefonden på 183 000 kronor. När allt var färdigt var totalkostnaden 7,7 miljoner kronor.

### Konkurs och försäljning
Banan hade blivit nästan dubbelt så dyr som planerat. Trafikintäkterna räckte in till för räntor på statslånen. Bolaget gick i konkurs den 1 juli 1932 och Riksgäldskontoret köpte banan i mars 1933. Statens Järnvägar tillfrågades om de var intresserade av att ta över järnvägen men de avstod. Ett avtal skrevs med Bergslagernas Järnvägar för att trafikera banan med godstrafik under tre år. När avtalet upphörde såldes järnvägen till Bergslagernas Järnvägar för 438 000 kronor den 1 januari 1937. Den 1 september 1937 bildade Bergslagernas Järnvägar ett dotterbolag Järnvägsaktiebolaget Dal–Västra Värmland för driften av Åmål–Årjängs Järnväg och Dal–Västra Värmlands Järnväg som också hade köpts av Bergslagernas Järnvägar efter konkurs.
Svenska staten köpte Bergslagernas Järnvägar med dotterbolaget Järnvägsaktiebolaget Dal–Västra Värmland den 1 juli 1947 och driften överförs till Statens Järnvägar den 1 juli 1948.

### Fordon
Planen var att Bergslagernas Järnvägar skulle trafikera men det fanns inget avtal och efter den långa byggtiden var inte Bergslagernas Järnvägar längre intresserade. Bolaget fick ekonomisk hjälp av staten med 175 000 kronor till fordon.
Bolaget hyrde eller köpte begagnade ånglok som alla inte passade bolagets behov. Under byggandet användes två köpta ånglok ett från Bergslagernas Järnvägar tillverkat 1884 av Motala Verkstad nummer 9 och ett från Halmstad–Nässjö Järnvägar tillverkat 1890 av Nydqvist & Holm AB nummer 301. Vid banans öppnande godkändes inte nummer 9 för trafik. Ytterligare två ånglok hyrdes 1926 från Halmstad–Nässjö Järnvägar tillverkade 1895 och 1900 av Atlas. Dessa köptes 1930 och såldes 1934 efter konkursen till Dalslands Järnväg. Från Statens Järnvägar (SJ) köptes två ånglok tillverkade av Motala Verkstad 1891 och Nydqvist & Holm AB 1895 men de avyttrades innan 1933. Ett ånglok hyrdes från SJ mellan 1928 och 1929. Banan hade för få ånglok och sidobanan till Kättilsbyn från Hallanda trafikerades av ångloket som gick mellan Åmål och Årjäng medan resten av tåget väntade i Hallanda. I 1930 års tidtabell transporterades passagerarna med personbil till Kättilsbyn. För trafiken mellan Hallanda och Kättilsbyn gjordes 1930 en bytesaffär med Uddevalla–Vänersborg–Herrljunga Järnväg. En personvagn och 6 000 kronor mot en rälsbuss som var en 1922 ombyggd Fiat landsvägsbuss och ett släp tillverkat av Uddevalla–Vänersborg–Herrljunga Järnväg.
Inför öppnandet 1927 anskaffades två begagnade personvagnar tillverkade i Helsingborg 1904 och 1906 från Ängelholm–Klippans Järnväg. En begagnad vagn tillverkad av van der Zypen 1918 hyrdes 1928 från Halmstad–Nässjö Järnvägar. När Halmstad–Nässjö Järnvägar ville sälja vagnen 1929 hade bolaget inte råd att köpa den utan trafikchefen köpte den och hyrde ut den till bolaget. Bolaget köpte 1928 sex nya personvagnar för 80 000 kronor tillverkade av ASJ Arlöv. Det fanns också två resgodsvagnar. De fem kvarvarande nya personvagnarna såldes till Svaneholms Bruk för 44 000 kronor och bolaget hyrde dessa. Efter konkursen sålde bruket vagnarna för 48 500 kronor.
Bolaget hade ägt 42 och hyrt 51 olika godsvagnar samt även 41 grusvagnar. Vid konkursen 1933 fanns det 13 täckta och 20 öppna godsvagnar som bolaget ägde. Det fanns ytterligare 21 hyrda öppna godsvagnar och 9 byggnadsvagnar (grusvagnar) men grusvagnarna fick endast användas för banunderhåll.

#### Bergslagernas Järnvägar
Bergslagernas Järnvägar köpte två motorvagnar från Nydqvist & Holm AB för persontrafiken på Järnvägsaktiebolaget Dal–Västra Värmland järnvägar.

### Trafik
Efter konkursen upphörde persontrafiken på bibanan till Kättilsbyn den 5 september 1932 och på hela järnvägen den 20 april 1933. Persontrafiken återupptogs den 1 november 1936 efter att Bergslagernas Järnvägar hade köpt järnvägen. Bergslagernas Järnvägar hade kör godsvagnslaster sedan den 20 april 1933.
Godstrafiken till Kättilsbyn hade upphört 1940 men blev officiellt nedlagd den 10 juni 1954. Persontrafiken mellan Årjäng och Svanskog upphörde den 10 juni 1954 och godstrafiken på samma sträcka blev officiellt nedlagd den 1 januari 1956 men banan hade rivits redan 1955.
Persontrafiken mellan Svanskog och Åmål skars ner 1963 och upphörde den 26 september 1966 medan godstrafiken upphörde den 1 januari 1992.

## Nutid
Järnvägssällskapet Åmål–Årjängs Järnväg arrenderar den kvarvarande järnvägen kallad Svanskogsbanan mellan Svanskog och Åmåls Djuphamn. Mellan Svanskog och Årjäng har banvallen använts för mindre och större vägar men banvallen går att följa på delsträckor.

## Hästbana Stora Bör–Östra Silen
Åmål–Årjängs Järnväg korsade Hästbanan Stora Bör–Östra Silen vid Norane. Denna byggdes 1887 av Nordmarks härad mellan sjöarna Stora Bör och Östra Silen i Silleruds landskommun för virkestransport. Gustavsfors Fabrikers Bolag övertog banan under slutet på 1890-talet. Spårvidden var omkring 790 millimeter; hästarna ersattes med en lokomotor 1926 och smalspårsbanan lades ner 1950.